# پائولو بولیونی
پائولو بولیونی (ایتالیایی: Paolo Buglioni؛ زادهٔ ۲ نوامبر ۱۹۵۰) بازیگر، صداپیشه و مدیر دوبلاژ اهل ایتالیا است.
از فیلم‌ها یا سریال‌های تلویزیونی که وی در آن نقش داشته‌است، می‌توان به من با یک پلیس ازدواج کردم، چهار برادر، جایی در آفتاب، حوزه استحفاظی، پدر ماتئو، افسران پلیس و جنایت‌های غیرحرفه‌ای اشاره کرد.